# The Rigs
The Rigs è un gruppo musicale statunitense formatosi nel 2014 e composto da TJ Stafford e Caitlin Parrott-Stafford. 
I due si sono incontrati ed hanno iniziato a scrivere canzoni insieme, subito dopo il primo brano pubblicato hanno ricevuto l'attenzione della televisione che, con il passare del tempo, ha utilizzato svariati brani della band in serie tv e film come ad esempio nelle serie The Walking Dead, American Horror Story, True Blood, Sons of Anarchy, Parenthood.
Il brano Devil's Playground ha riscosso grande successo grazie all'utilizzo del brano nei teaser dell'ottava stagione di American Horror Story, Apocalypse.

## Formazione
- Caitlin Parrott-Stafford – voce (2014-presente)
- TJ Stafford – voce, chitarra (2014-presente)

## Discografia

### Album in studio
- 2015 – White
- 2015 – Gray
- 2015 – Black
- 2017 – World on Fire

### Singoli
- 2016 – You'll Never Know
- 2017 – Fall or Fly

### Video musicali
- 2017 – The Hunted
- 2017 – When We Were Young (feat. DeAnte Tyree Duckett)
- 2019 – Devil's Playground